# Emmanuel Fianu
Emmanuel Kofi Fianu SVD (ur. 14 czerwca 1957 w Tegbi) – ghański duchowny katolicki, biskup Ho od 2015.

## Życiorys

### Prezbiterat
Święcenia kapłańskie przyjął 14 lipca 1985 w Zgromadzeniu Słowa Bożego. Przez kilkanaście lat pracował w zakonnych kolegiach na terenie Afryki. W latach 1996–2004 przebywał w rzymskim klasztorze, a od 2000 był jego rektorem (w latach 2001–2003 był jednocześnie sekretarzem prowincji afrykańskiej odpowiedzialnym za formację zakonną). W 2006 został sekretarzem rady generalnej werbistów.

### Episkopat
14 lipca 2015 papież Franciszek mianował go biskupem ordynariuszem Ho. Sakry biskupiej udzielił mu 3 października 2015 kardynał Peter Turkson.